# Episodi di The Family Tree
La prima ed unica stagione della serie televisiva The Family Tree, composta da 6 episodi, è stata trasmessa negli Stati Uniti d'America dal 22 gennaio 1983 al 26 febbraio 1983 sulla rete televisiva NBC.
In Italia la serie è inedita.
| nº | Titolo originale | Titolo italiano | Prima TV USA     | Prima TV Italia |
| -- | ---------------- | --------------- | ---------------- | --------------- |
| 1  | The Wedding      | —               | 22 gennaio 1983  | —               |
| 2  | The Recital      | —               | 29 gennaio 1983  | —               |
| 3  | Jake and Elise   | —               | 5 febbraio 1983  | —               |
| 4  | The Burglary     | —               | 12 febbraio 1983 | —               |
| 5  | Tess's Birthday  | —               | 19 febbraio 1983 | —               |
| 6  | Alimony          | —               | 26 febbraio 1983 | —               |